# Karlsruher FV
Karlsruher FV is een Duitse voetbalclub uit Karlsruhe en werd in 1891 opgericht. In 1900 was de club een van de stichtende clubs van de Duitse voetbalbond. De club was erg succesvol voor de Eerste Wereldoorlog en werd 8 keer Zuid-Duits kampioen tussen 1901 tot 1912. In 1910 werd de club zelfs landskampioen. Na de oprichting van Karlsruher SC in 1952 zakte de club weg naar de lagere reeksen.

## Geschiedenis

### Glorieperiode
De club werd in 1891 opgericht, maar was niet de oudste club van de stad want in 1889 werd al International Football Club opgericht door Walther Bensemann, een voetbalpionier. Deze club sloot zich in 1894 bij KFV aan. Op 17 oktober 1897 was KFV een van de acht stichtende clubs van de Zuid-Duitse voetbalbond. In de eerste eindronde bereikte de club de finale, die ze van Freiburger FC verloren. Het volgende jaar werden ze meteen door Freiburg uitgeschakeld en het jaar daarna speelden ze opnieuw de finale en verloor nu van Straßburger FV. In 1900/01 won KFV voor het eerst de titel, tegen Frankfurter FC Germania 1894. Het volgende seizoen werd de titel verlengd tegen 1. FC Hanauer 93.
In 1902/03 namen er veel teams deel aan de eindronde. Als verdedigend kampioen mocht KFV enkele rondes overslaan en na overwinningen op FC Phönix Karlsruhe en Stuttgarter Kickers speelde de club opnieuw de finale tegen Hanau 93, die met 5:2 gewonnen werd. Voor het eerst kwam er ook een vervolgavontuur want dat jaar werd de allereerste  eindronde om de Duitse landstitel gespeeld. De club werd geloot tegen Deutscher FC Praag. Praag lag op dat moment in het keizerrijk Oostenrijk-Hongarije, maar was aangesloten bij de Duitse bond omdat er enkel Duitsers speelden bij de club. De wedstrijd werd gepland in München, maar hier ging DFC niet mee akkoord omdat ze meer inkomsten zouden hebben als het thuis gespeeld zou worden. Hier maakte Karslruher FV dan weer bezwaren tegen en omdat er tijdsgebrek was werden beide clubs doorgelaten naar de halve finale die in Leipzig gespeeld zou worden. Echter er kwam een vals telegram aan in Karlsruhe waarin stond dat de wedstrijd opnieuw afgelast was. Hierdoor ondernamen de spelers de lange reis naar Leipzig niet. Doordat de club niet kwam opdagen werden ze uitgesloten en stootte DFC Praag zonder te spelen door naar de finale.
Het volgende seizoen plaatste de club zich opnieuw voor de eindronde en werd met 6:1 verslagen door BTuFC Britannia 1892. De wedstrijd zou normaal op neutraal terrein gespeeld moeten worden, maar omdat dit financieel niet haalbaar was werd er gewoon in Berlijn gespeeld. KFV protesteerde na afloop van de wedstrijd en uiteindelijk werd besloten dat Brittania, dat inmiddels de finale had bereikt en tegen VfB Leipzig moest spelen, uitgesloten werd en dat jaar was er geen kampioen.
In 1904/05 werd de Zuid-Duitse eindronde in groepsfase gespeeld. KFV werd ongeslagen groepswinnaar en speelde de finale tegen Hanau dat echter slechts met twee spelers kwam opdagen waardoor de club uiteindelijk forfait moest geven. In de nationale eindronde won de club voor de eerste keer, SpV Duisburg was het slachtoffer. Omdat er slechts drie clubs zich plaatsten voor de halve finale stootte KFV meteen door naar de finale waarin het uitkwam tegen Berliner TuFC Union 1892 en met 2:0 verloor. Het volgende seizoen werd 1. FC Pforzheim kampioen van Midden-Baden waardoor KFV zich zelfs niet voor de Zuid-Duitse eindronde plaatste. De volgende twee jaar waren ze er wel bij, maar moesten de groepswinst aan Freiburger FC en de Stuttgarter Kickers laten. In 1908/09 werd de competitie hervormd en kwamen er vier geografische reeksen. In een reeks met tien clubs werd KFV vierde. Het volgende seizoen eindigde de club samen met rivaal Phönix bovenaan, maar had een beter doelsaldo en ging zo naar de finalegroep, waar ze alle zes de wedstrijden wonnen en zich opnieuw plaatsten voor de nationale eindronde. In de eerste ronde werd SpV Duisburg opnieuw verslagen en in de kwartfinale trof de club stadsrivaal en uittredend kampioen FC Phönix. KFV won met 2:1 van Phönix en plaatste zich voor de finale die het met 1:0 won van Holstein Kiel.

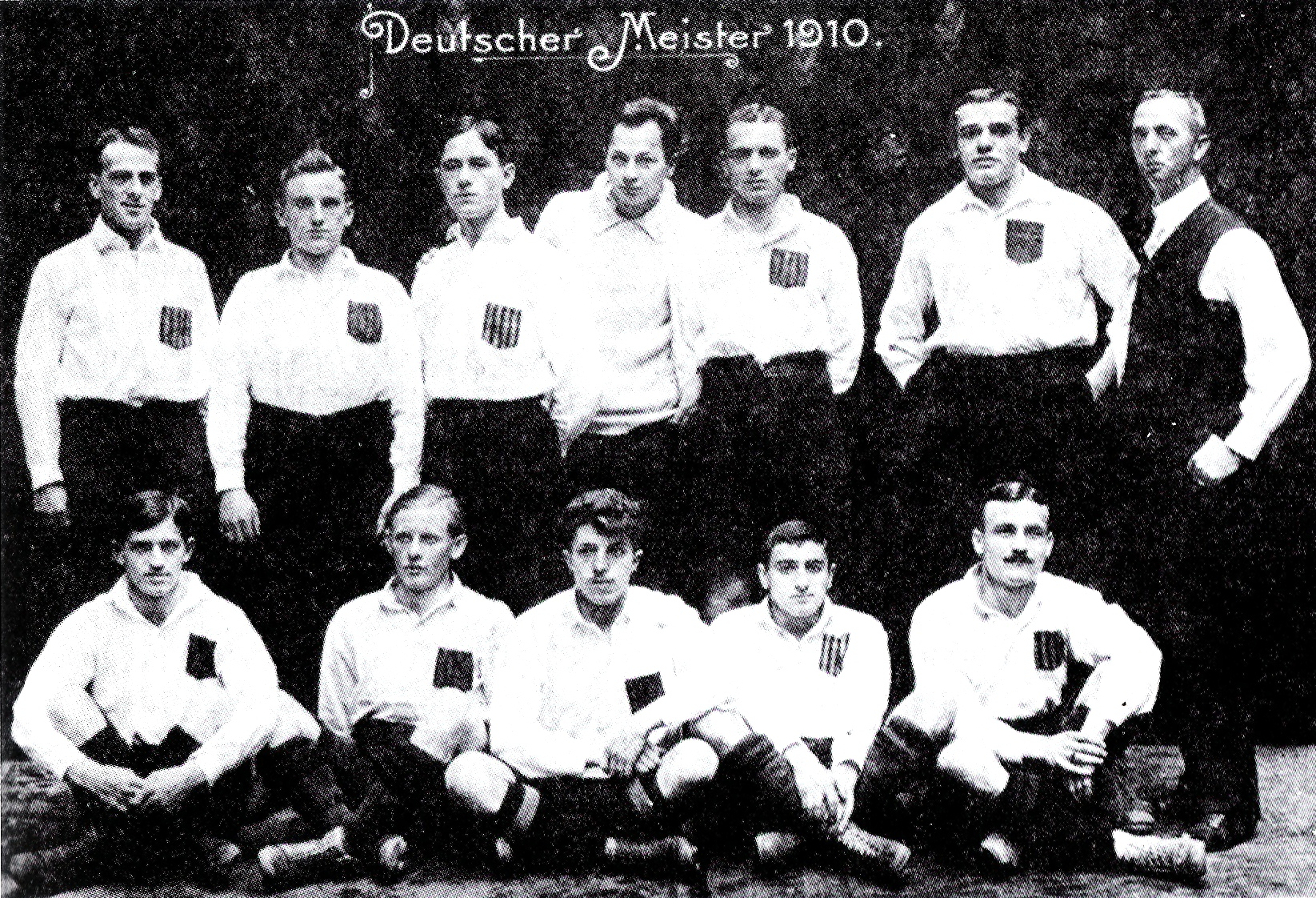
kampioenenelftal van 1910

Ook in 1910/11 plaatste de club zich en schakelde FC Tasmania Rixdorf uit, maar werd dan zelf verslagen in de halve finale door VfB Leipzig. Het volgende seizoen plaatste KFV zich opnieuw voor de eindronde, na een gelijkaardig scenario in de Zuid-Duitse competitie als het jaar voordien. FC Tasmania Rixdorf werd met 4:0 verslagen, maar in de halve finale botste de club op VfB Leipzig dat met 0:2 won. Ook in 1911/12 won de club de Zuid-Duitse titel en plaatste zich voor de laatste keer voor de eindronde. Na een klinkende 1:8 overwinning tegen Cölner BC 01 en een 3:1 tegen SpVgg 1899 Leipzig-Lindenau plaatste de club zich opnieuw voor de finale. Deze was een heruitgave van die van twee jaar eerder, maar nu trok Holstein Kiel aan het langste eind. Het volgende seizoen eindigde de club slechts vierde in de competitie en in 1913/14 zelfs laatste.
Tijdens de Eerste Wereldoorlog stond de competitie op een laag pitje. Na de oorlog werd de competitie grondig hervormd en de Zuid-Duitse bond voerde nieuwe competities in. KFV ging in de Badense competitie spelen. Na twee derde plaatsen werd de competitie opnieuw geherstructureerd. De Badense competitie ging op in de nieuwe Württemberg-Badense competitie, die het eerste jaar uit vier reeksen bestond. KFV won zijn reeks en versloeg in de Badense finale Phönix Karlsruhe. In de finale tegen de Württembergse kampioen verloor de club van Sportfreunde Stuttgart. Voor het volgende seizoen werd de competitie gehalveerd en dit zou ook in 1922/23 nog gebeuren. KFV werd vijfde en enkel de top vier kwalificeerde zich voor de competitie die nog uit één reeks bestond.
Na twee seizoenen in de tweede klasse promoveerde KFV terug naar de hoogste klasse en werd daar meteen kampioen. In de Zuid-Duitse eindronde werd de club echter laatste. Het volgende seizoen werd de club vicekampioen achter VfB Stuttgart en mocht naar de eindronde voor vicekampioenen en werd tweede in zijn groep. De Zuid-Duitse bond splitste de competitie terug en KFV ging weer in de Badense competitie spelen. Na twee titels moest de club in 1929/30 de titel aan Freiburg laten en kon de volgende twee jaar opnieuw de titel pakken. In de Zuid-Duitse eindronde eindigde de club steevast in de middenmoot en kon geen aanspraak meer maken op een deelname aan de nationale eindronde.

### Gauliga
In 1933 werd de competitie geherstructureerd door de NSDAP, dat de macht gegrepen had in Duitsland. De Gauliga werd ingevoerd als nieuw hoogste klasse en KFV ging in de Gauliga Baden spelen, nadat ze in het voorgaande jaar vicekampioen waren. Er kwam zware concurrentie van de clubs uit de regio Mannheim en KFV eindigde slechts in de middenmoot. Na twee seizoenen werd de club wel derde in 1935/36, maar dit werd gevolgd door een degradatie. KFV kon meteen terugkeren en speelde tot 1941 in de Gauliga. In 1943 promoveerde de club opnieuw en eindigde in de middenmoot. Het laatste seizoen van de Gauliga werd niet voltooid.

### Verval
Na de Tweede Wereldoorlog werd de Gauliga afgeschaft en werd de Oberliga de nieuwe hoogste klasse. KFV ging in de Oberliga Süd spelen en werd laatste. Dat seizoen degradeerde geen club, maar het volgende seizoen werd de club voorlaatste en degradeerde deze keer wel. Rivaal Phönix was laatste in de stand. De club degradeerde zelfs verder naar de derde klasse, maar kon in 1952 weer promoveren naar de 2. Oberliga. Dat jaar fusioneerde Phönix met VfB Mühlburg en werd zo Karlsruher SC. Er werd aangeboden aan KFV om mee in de fusie te stappen, maar de club weigerde dit.
De fusieclub deed het vrij goed en dit zou het einde betekenen van Karslruher FV als grote club. In 1957 degradeerde de club opnieuw uit de tweede klasse. Tot 1976 speelde de club nog in de Amateurliga Nordbaden, maar zakte dan helemaal weg in de anonimiteit.
In oktober 2004 werd de club uitgesloten door de voetbalbond van Baden omdat ze zware financiële problemen hadden. De oude kampioen verdween en enkel de tennisafdeling bleef bestaan en scheidde zich van de club af en werd zelfstandig. Drie jaar later werd de club heropgericht en begon weer te spelen in de Kreisklasse C. In 2018 kon de club daar na een tweede plaats eindelijk promotie afdwingen.

## Erelijst
Landskampioen
1910
Kampioen Zuid-Duitsland
1901, 1902, 1903, 1904, 1905, 1910, 1911, 1912
Kampioen Württemberg-Baden
1926
Kampioen Baden
1922, 1928, 1929, 1931, 1932